# ولتاژ
ولتاژ یا اختلاف پتانسیل الکتریکی کارِ لازم برای جابه‌جا کردن واحد بار الکتریکی از نقطه‌ای به نقطهٔ دیگر است. اختلاف پتانسیل الکتریکی می‌تواند به برقراری جریان الکتریکی بینجامد.
ولتاژ برای میدان الکترواستاتیک، معادل با اختلاف پتانسیل الکتریکی است، ولی در حالت کلی که میدان الکتریکی و مغناطیسی با زمان تغییر می‌کنند. این دو معادل یکدیگر نیستند. در این حالت پتانسیل مغناطیسی نیز مطرح می‌شود.
یکای آن در دستگاه بین‌المللی یکاها، ولت (V) یا ژول بر کولن (j/c) است. یکای پایه‌اش نیز کیلوگرم در مجذور متر، بر مجذور ثانیه در کولن (Kg.m۲/s۲.c) است.
اختلافات پتانسیل الکتریکی دو نقطه ممکن است در اثر بار الکتریکی، جریان الکتریکی پدیدآمده از میدان مغناطیسی، میدان مغناطیسی متغیر با زمان، یا ترکیبی از این سه پدید آید.
از ولت‌متر برای اندازه‌گیری ولتاژ (یا اختلاف پتانسیل) بین دو نقطه استفاده می‌شود. یکی از این دو نقطه، اغلب پتانسیل مرجع، مانند زمین سیستم، است.

## توصیف شهودی ولتاژ

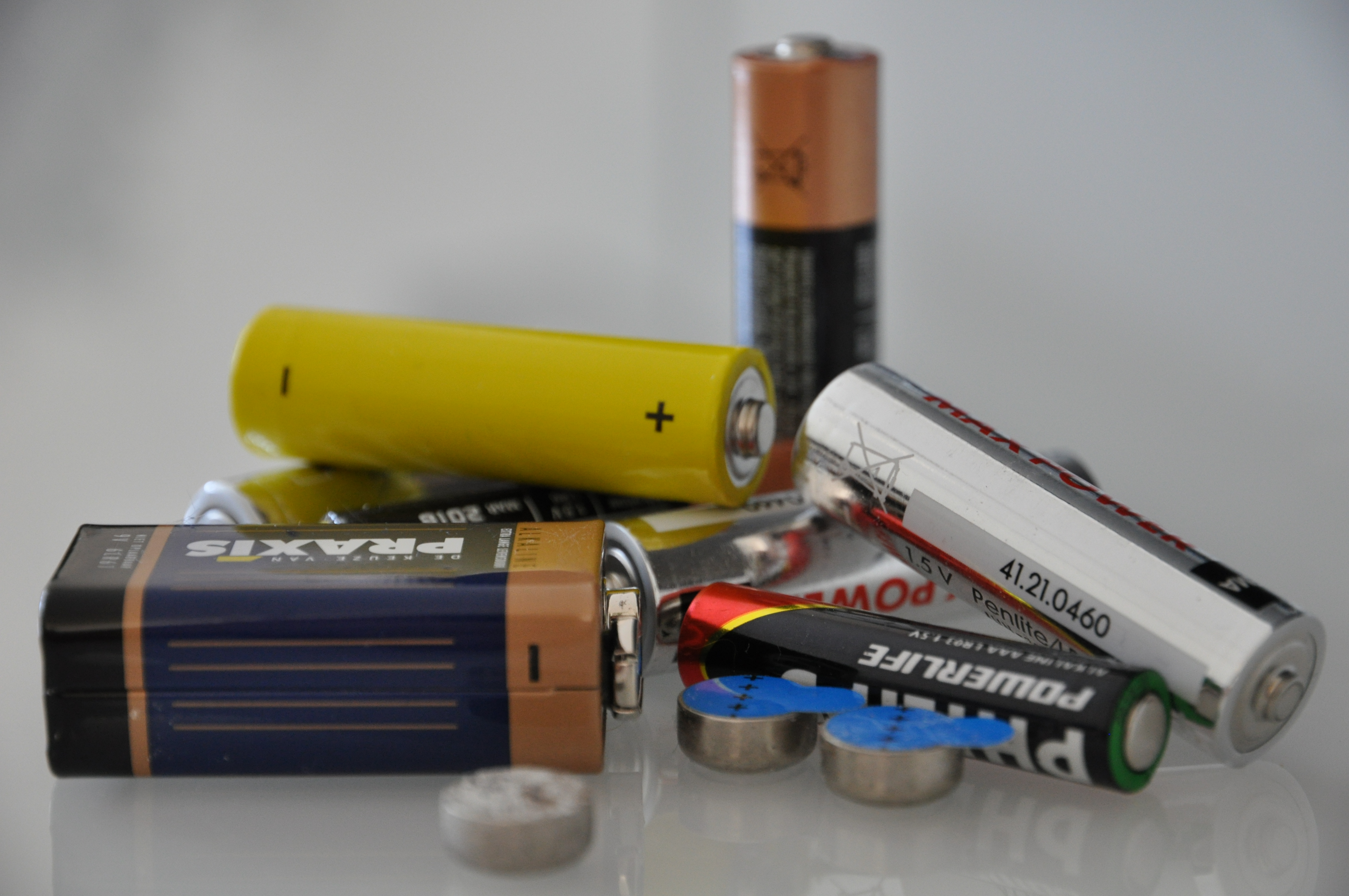
انواع باتری

یک قیاس ساده برای مدار الکتریکی، آب در مدار بسته لوله‌کشی است که با یک پمپ مکانیکی هدایت می‌شود. می‌توان آن را «مدار آب» نامید. اختلاف پتانسیل الکتریکی دو نقطه، با اختلاف فشار (ناشی از ارتفاع یا فشار پمپ) دو نقطه مطابقت دارد. اگر پمپ اختلاف فشار را بین دو نقطه ایجاد کند، آب از یک نقطه به نقطه دیگر جابه‌جا می‌شود. به‌طور مشابه، این کار را می‌توان با جریان الکتریکی رانده شده توسط اختلاف پتانسیل ارائه شده توسط باتری انجام داد. به عنوان مثال، ولتاژ تأمین شده توسط یک باتری خودرو می‌تواند جریان زیادی را دوسر سیم پیچ‌های استارت اتومبیل ایجاد کند. اگر پمپ کار نکند، اختلاف فشار ایجاد نمی‌کند و پرهٔ پمپ نمی‌چرخد. به همین ترتیب، اگر باتری خودرو بسیار ضعیف یا خوابیده باشد، ماشین استارت نمی‌خورد.
قیاس با آب یک روش مفید برای درک بسیاری از مفاهیم برقی است. در چنین سیستمی، کارهایی که برای جابجایی آب انجام می‌شود برابر با فشار ضرب شده با حجم آب منتقل شده‌است. به‌طور مشابه، در یک مدار الکتریکی، کار انجام شده برای جابجایی الکترون‌ها یا سایر حامل‌های بار برابر است با «فشار الکتریکی» ضرب در مقدار بارهای الکتریکی منتقل شده. در رابطه با «جریان»، هرچه «اختلاف فشار» بین دو نقطه بزرگ‌تر باشد (اختلاف پتانسیل یا اختلاف فشار آب)، جریان بین آن‌ها بیشتر می‌شود (جریان الکتریکی یا جریان آب). (به توان الکتریکی مراجعه کنید).

## تاریخچه
اصطلاح نیروی الکتریکی را اولین بار در ۱۷۹۸ ولتا در نامه‌ای به جووانی آلدینی استفاده کرد، و در ۱۸۰۱ در مقاله‌ای در سال‌نامه شیمی و فیزیک ظاهر شد. منظور ولتا از این نیرو نه یک نیروی الکترواستاتیک، بلکه یک نیروی الکتروشیمیایی بود. این اصطلاح را مایکل فارادی در القای الکترومغناطیسی در ۱۸۲۰ مطرح کرد. با این حال، تعریف روشنی از ولتاژ و روش اندازه‌گیری آن در آن زمان پیشنهاد نشده‌بود. ولتا نیروی محرکه الکتریکی (emf) را از تنش (اختلاف پتانسیل پایانه‌های یک سلول الکتروشیمیایی) جدا می‌دانست.

## ارتباط ولتاژ با میدان الکتریکی
کار انجام شده بر روی بار q عبارتست از حاصل ضرب شدت میدان الکتریکی، اندازهٔ بار و فاصله.
{\displaystyle W=F\,d}
از سوی دیگر،
{\displaystyle F=E\,q}
و
{\displaystyle V=W/q}
بنابراین،
{\displaystyle V=Ed}

با استفاده از روابط میدان الکتریکی، اختلاف پتانسیل دو نقطه A و B، این گونه محاسبه می‌شود:
{\displaystyle {\begin{aligned}\Delta V_{AB}&=V(x_{B})-V(x_{A})\\&=-\int _{r_{0}}^{x_{B}}{\vec {E}}\cdot d{\vec {l}}-\left(-\int _{r_{0}}^{x_{A}}{\vec {E}}\cdot d{\vec {l}}\right)\\&=-\int _{x_{A}}^{x_{B}}{\vec {E}}\cdot d{\vec {l}}\end{aligned}}}

در یک میدان ثابت، کار مستقل از مسیر است

اختلاف پتانسیل A و B برابر است با کار انجام‌شده برای انتقال بار الکتریکی q در میدان الکتریکی E از A به B با سرعت ثابت. به ریاضی، این با انتگرال خطی میدان الکتریکی در طول مسیر A تا B بیان می‌شود.

## اندازه‌گیری ولتاژ

جزئیات ولتاژ و فرکانس برق شهر در هر کشور.

اندازه‌گیری ولتاژ نیاز به اتصال مستقیم ولت‌متر به نقاطی دارد که قرار است ولتاژ آن‌ها اندازه گرفته‌شود. هنگام استفاده از ولت‌متر برای اندازه‌گیری ولتاژ، یک سر ولت‌متر به نقطه اول و سر دیگر به نقطه دوم وصل می‌شود.

### دستگاه‌های اندازه‌گیری
ابزار اندازه‌گیری ولتاژ، ولت‌متر است. ولت‌متر آنالوگ مانند ابزارهای سیم‌پیچ متحرک دیگر، با اندازه‌گیری جریان گذرنده از یک مقاومت مشخص، که مطابق قانون اهم با ولتاژ دو سر مقاومت متناسب است، کار می‌کند.

## اُفت ولتاژ
کاربرد معمول «ولتاژ» در توصیف ولتاژ دو سر یک قطعه الکتریکی (مانند مقاومت) است. افت ولتاژ روی یک قطعه، تفاضل ولتاژهای پایه‌های قطعه نسبت به نقطه مرجع (مانند زمین سیستم).